# Hopferau

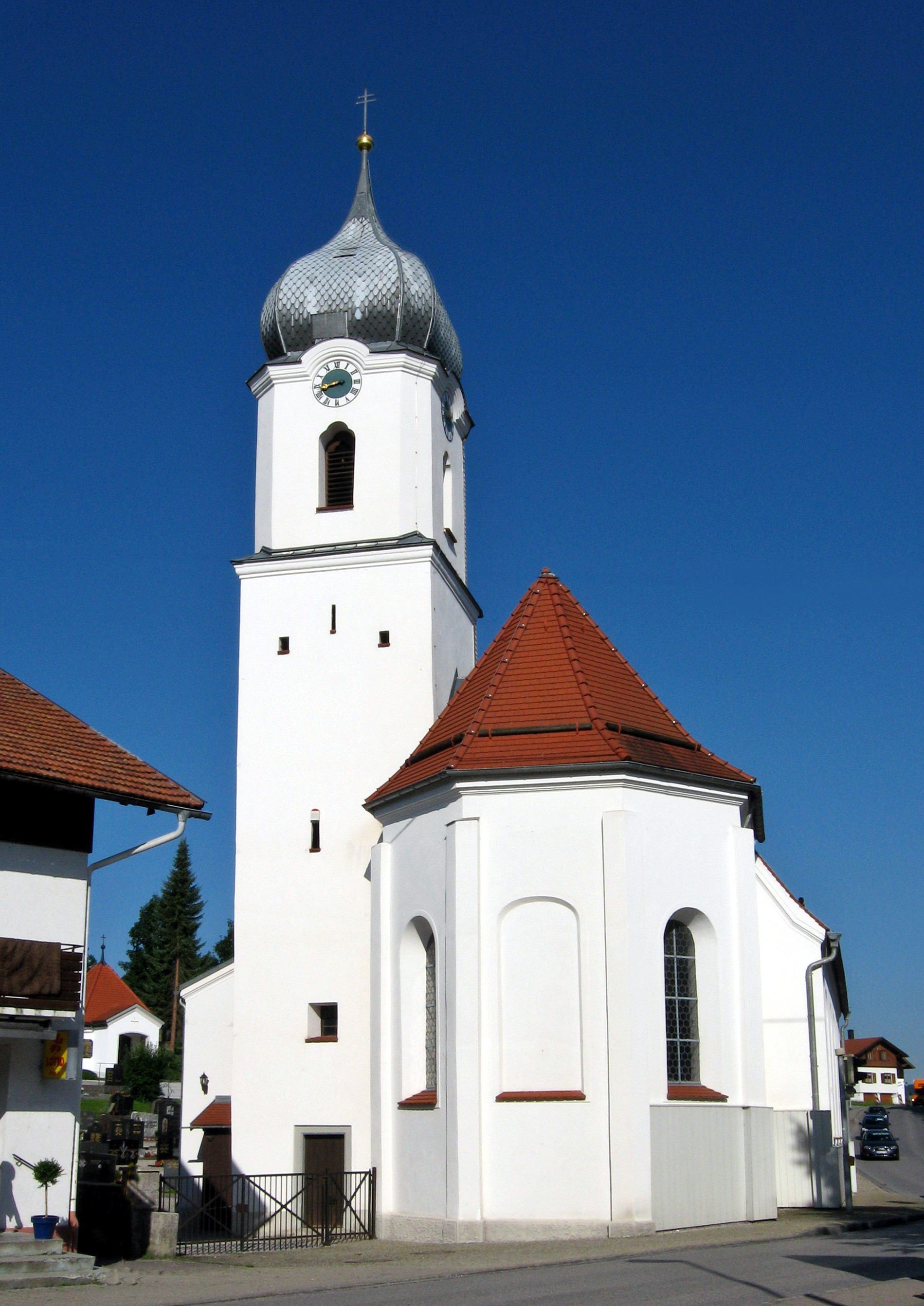
Blick auf die Katholische Pfarrkirche St. Martin

Hopferau ist eine Gemeinde im schwäbischen Landkreis Ostallgäu.

## Geografie
Die Gemeinde grenzt an den Hopfensee (Westufer) und liegt rund zehn Kilometer entfernt vom Stadtzentrum Füssens und von Pfronten.
Es gibt 21 Gemeindeteile (in Klammern ist der Siedlungstyp angegeben):
- Bach (Einöde)
- Benzen (Einöde)
- Brandegg (Weiler)
- Buchen (Weiler)
- Dornach (Weiler)
- Gunzenberg (Weiler)
- Hafenegg (Weiler)
- Haslach (Weiler)
- Heimen (Dorf)
- Hinterberg (Weiler)
- Hopferau (Pfarrdorf)
- Hopferried (Dorf)
- Hopferwald (Weiler)
- Lehern (Weiler)
- Oberdill (Weiler)
- Reinertshof (Weiler)
- Riederwies (Einöde)
- Schraden (Dorf)
- Unterdill (Weiler)
- Urbenthal (Einöde)
- Wiedemen (Dorf)

Es gibt nur die Gemarkung Hopferau.

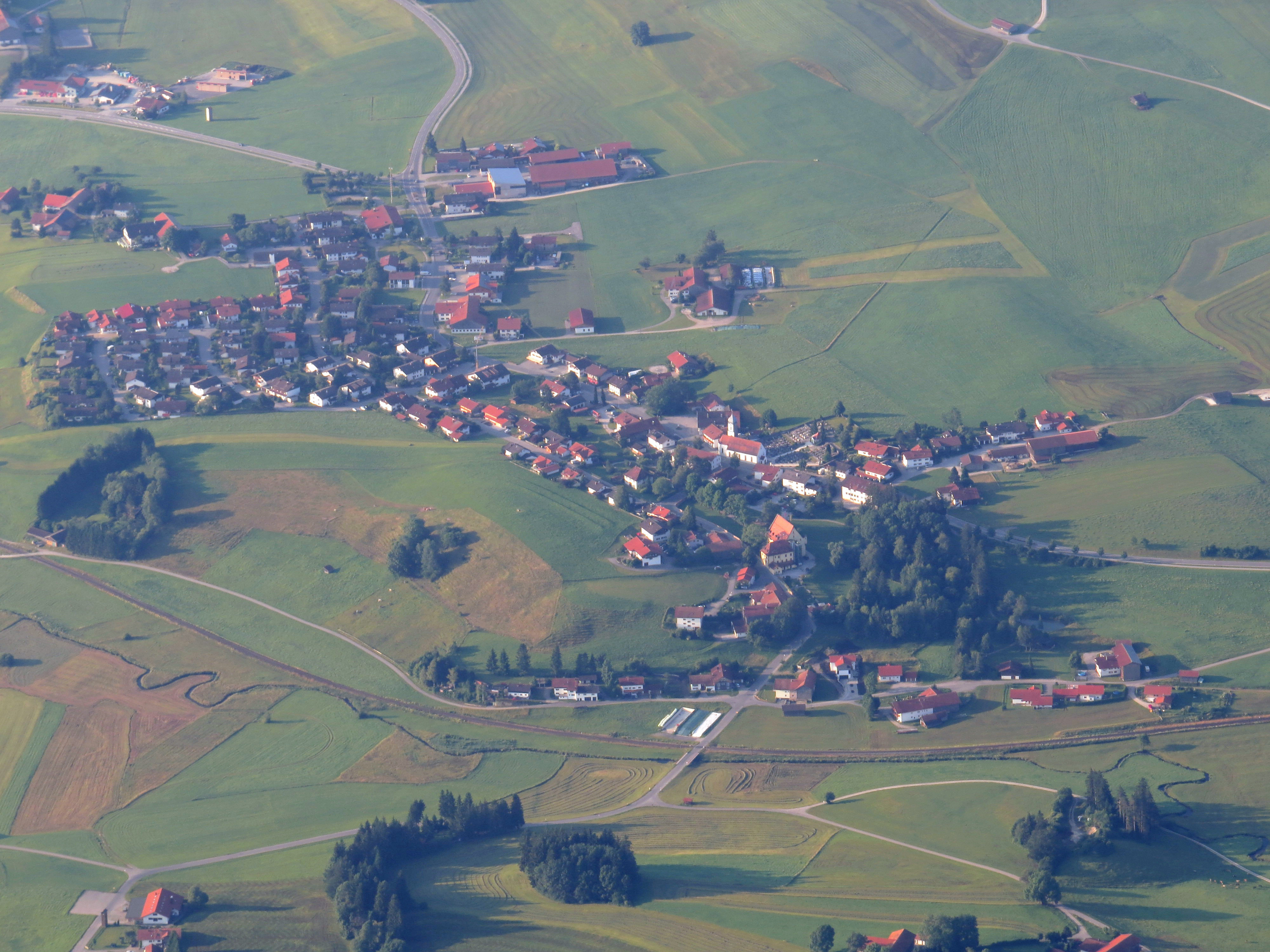
Hopferau von oben
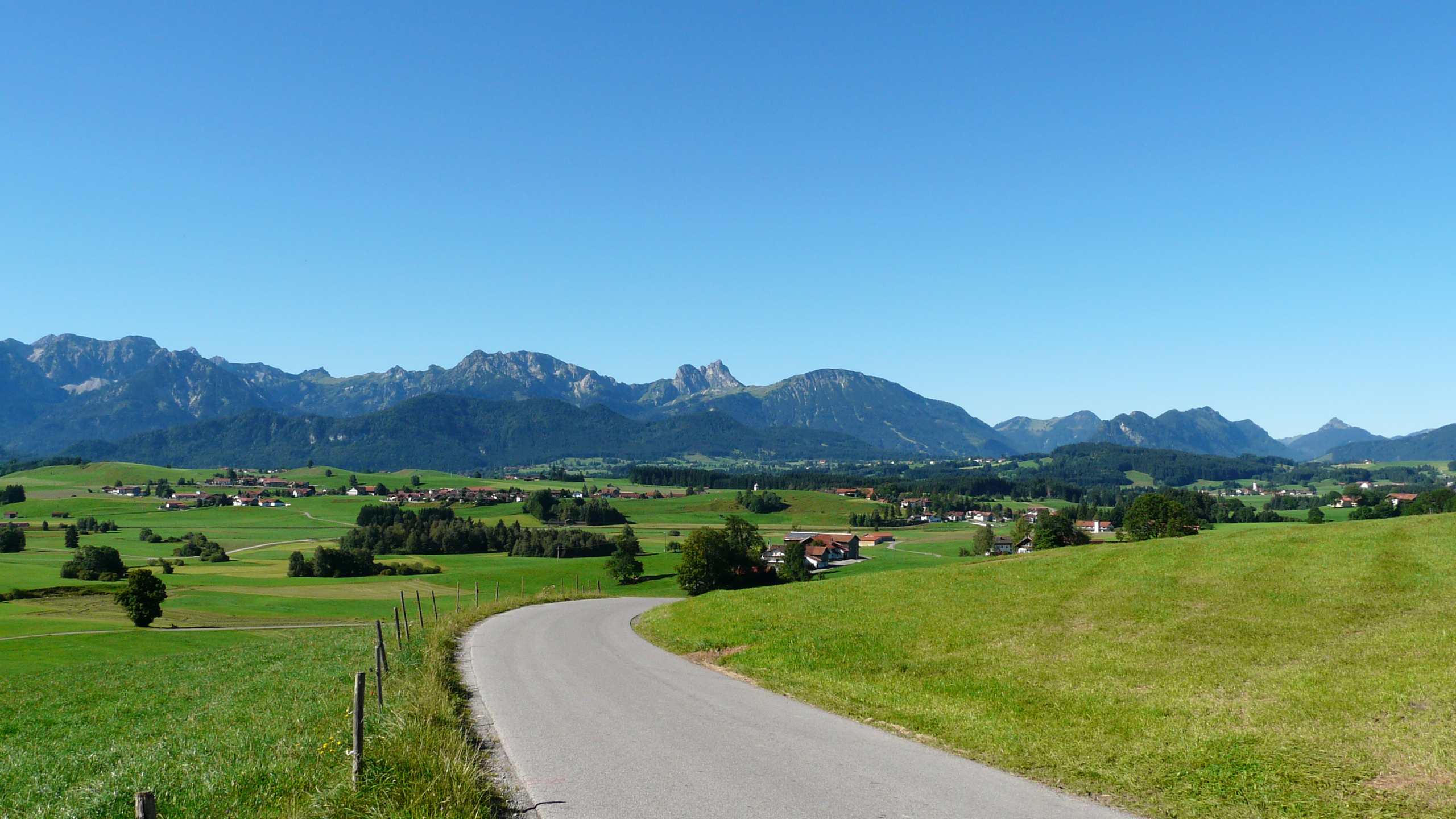
Hopferau von Norden
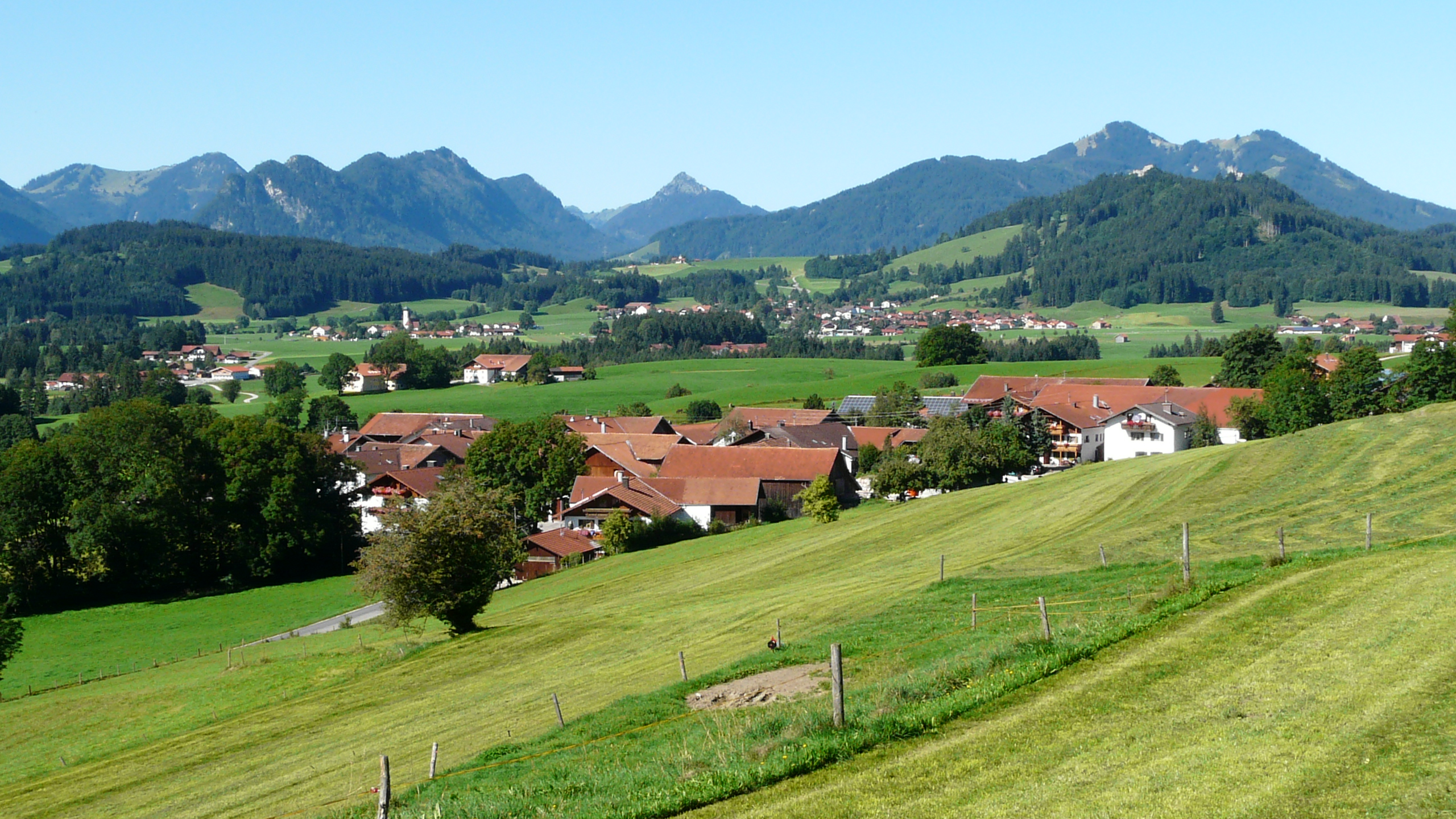
Heimen
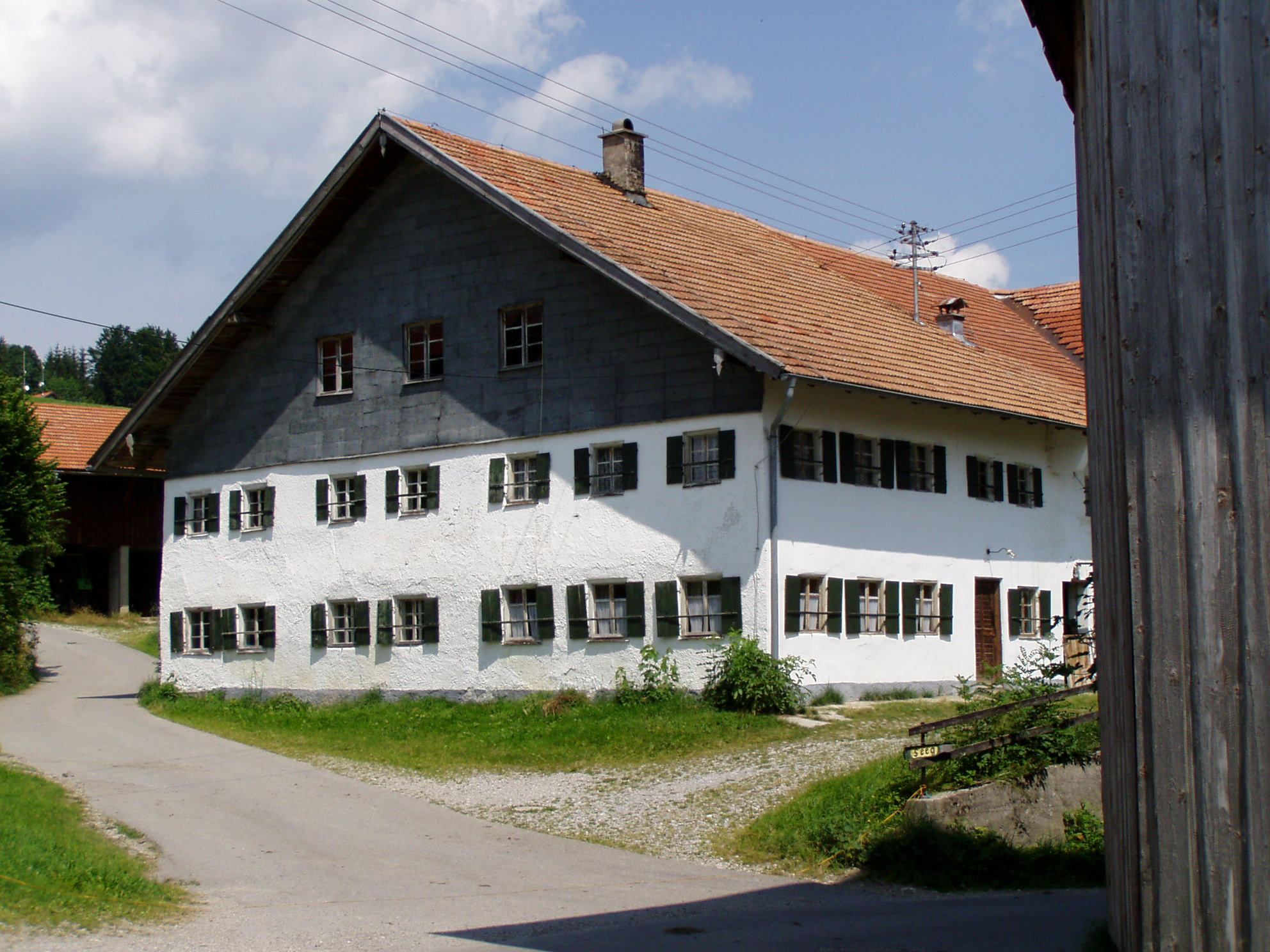
Ostallgäuer Bauernhaus in Heimen
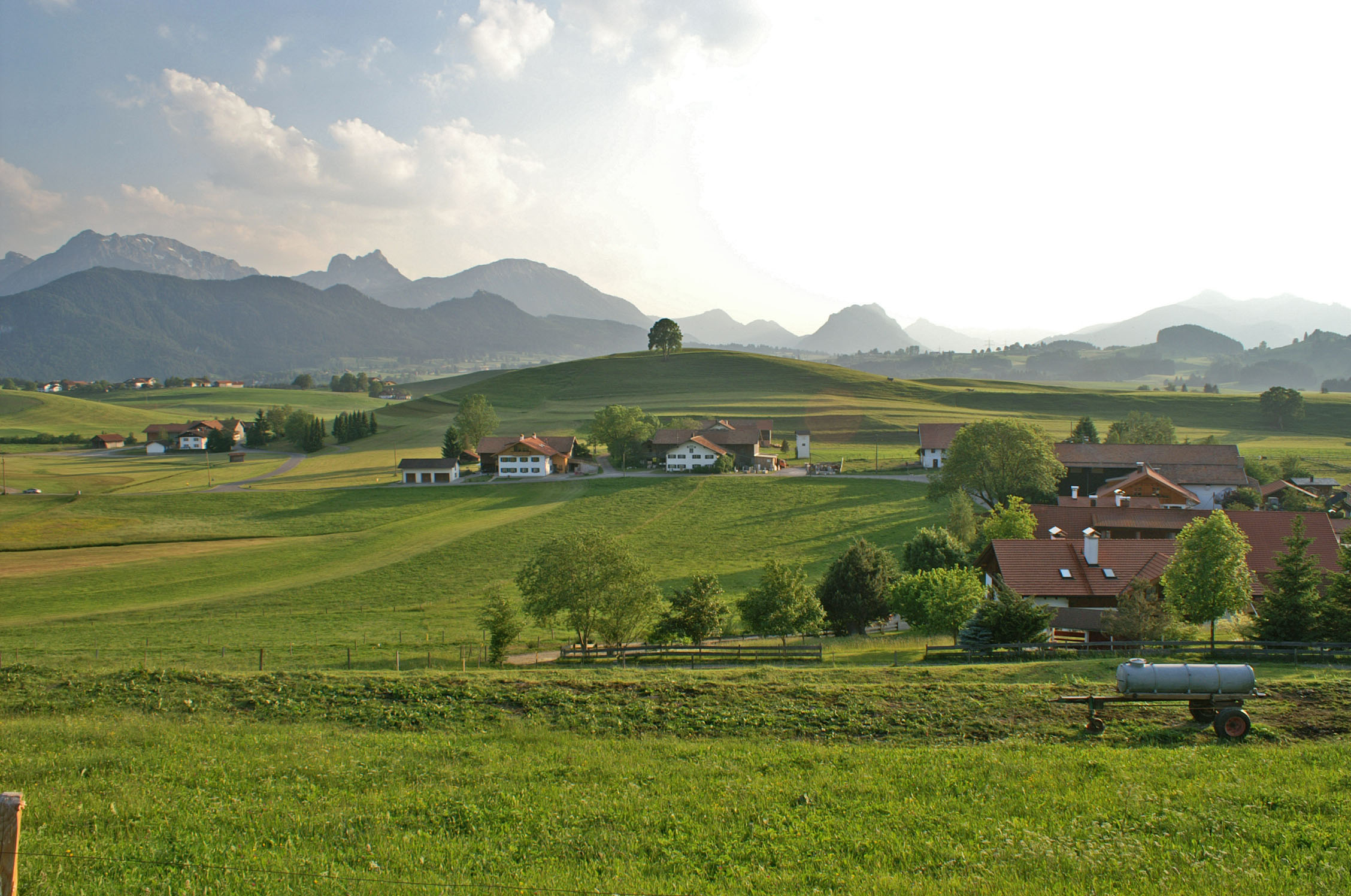
Wiedemen

## Geschichte

### Bis zur Gemeindegründung
Hopferau war vor 1800 Sitz eines Unteren Gerichts der gleichnamigen Herrschaft und gehörte den Freiherren Freyberg-Eisenberg zu Hopferau. Die Obere Gerichtsbarkeit wurde vom Hochstift Augsburg ausgeübt. Mit der Rheinbundakte 1806 kam der Ort zum Königreich Bayern. Im Zuge der Verwaltungsreformen in Bayern entstand mit dem Gemeindeedikt von 1818 die heutige Gemeinde.

### Einwohnerentwicklung
- 1961: 0699 Einwohner
- 1970: 0724 Einwohner
- 1987: 0972 Einwohner
- 1991: 1072 Einwohner
- 1995: 1078 Einwohner
- 2000: 1062 Einwohner
- 2005: 1074 Einwohner
- 2010: 1080 Einwohner
- 2015: 1126 Einwohner
- 2020: 1223 Einwohner[5]

Hopferau wuchs von 1988 bis 2008 um 91 Einwohner bzw. ca. 9 %. Zwischen 1988 und 2018 wuchs die Gemeinde von 999 auf 1206 um 207 Einwohner bzw. um 20,7 %.

## Politik
Die Gemeinde ist Mitglied der Verwaltungsgemeinschaft Seeg.

### Bürgermeister
Seit dem 17. März 2019 ist Rudolf Achatz (Freie Wählergemeinschaft) Erster Bürgermeister. Der pensionierte Polizist erreichte 51,7 Prozent der Stimmen. Er löste damit Gregor Bayrhof (CSU/Überparteiliche Wählergemeinschaft/Freie Wählergemeinschaft) ab, der 29 Jahre lang an der Spitze der Gemeinde stand.

### Gemeinderat
Der Gemeinderat setzt sich aus zwölf Gemeinderäten zusammen:
|      | FWG | CSU | ÜWG | Gesamt   |
| 2020 | 12  | 12  | 12  | 12 Sitze |
| 2014 | 5   | 4   | 3   | 12 Sitze |

(Stand: Kommunalwahl 2020)

### Wappen
| Wappen von Hopferau | Blasonierung: „Geteilt; oben unter silbernem Schildhaupt in Blau drei zwei zu eins gestellte goldene Kugeln, unten in Gold ein schwarzes, schwarzgehörntes Stierhaupt (Grind) mit heraushängender roter Zunge.“ |
| Wappen von Hopferau | Wappenbegründung: Die Herrschaft Hopferau entstand 1467 durch Erbteilung. Bis ins 19. Jahrhundert blieb sie bei den Herren von Freyberg-Eisenberg zu Hopferau. Ihr Stammwappen war von Silber und Blau geteilt, in dessen unterer Hälfte sich drei zwei zu eins gestellte goldene Kugeln befinden. Zur Erinnerung an ihre Herrschaft wurde ihr Wappen in das Gemeindewappen übernommen. Das Stierhaupt stammt aus dem Wappen der Herren von Hohenegg. Um 1300 gelangte das Gebiet von Hopferau als Lehen des Fürststifts Kempten in ihren Besitz. Zugleich weist der Stier auf die heimische Rinderzucht. Dieses Wappen wird seit 1986 geführt. |

## Kultur und Sehenswürdigkeiten

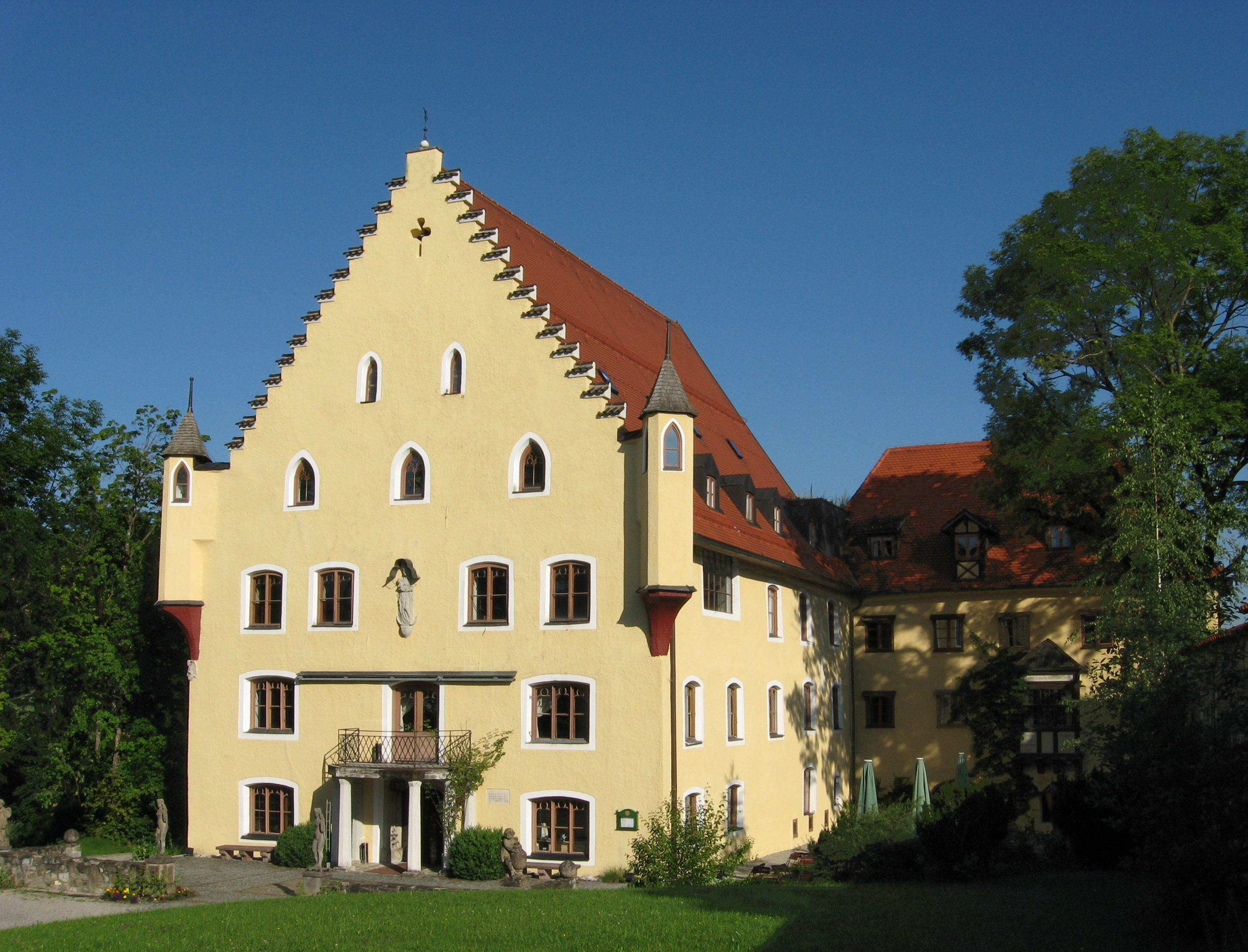
Schloss

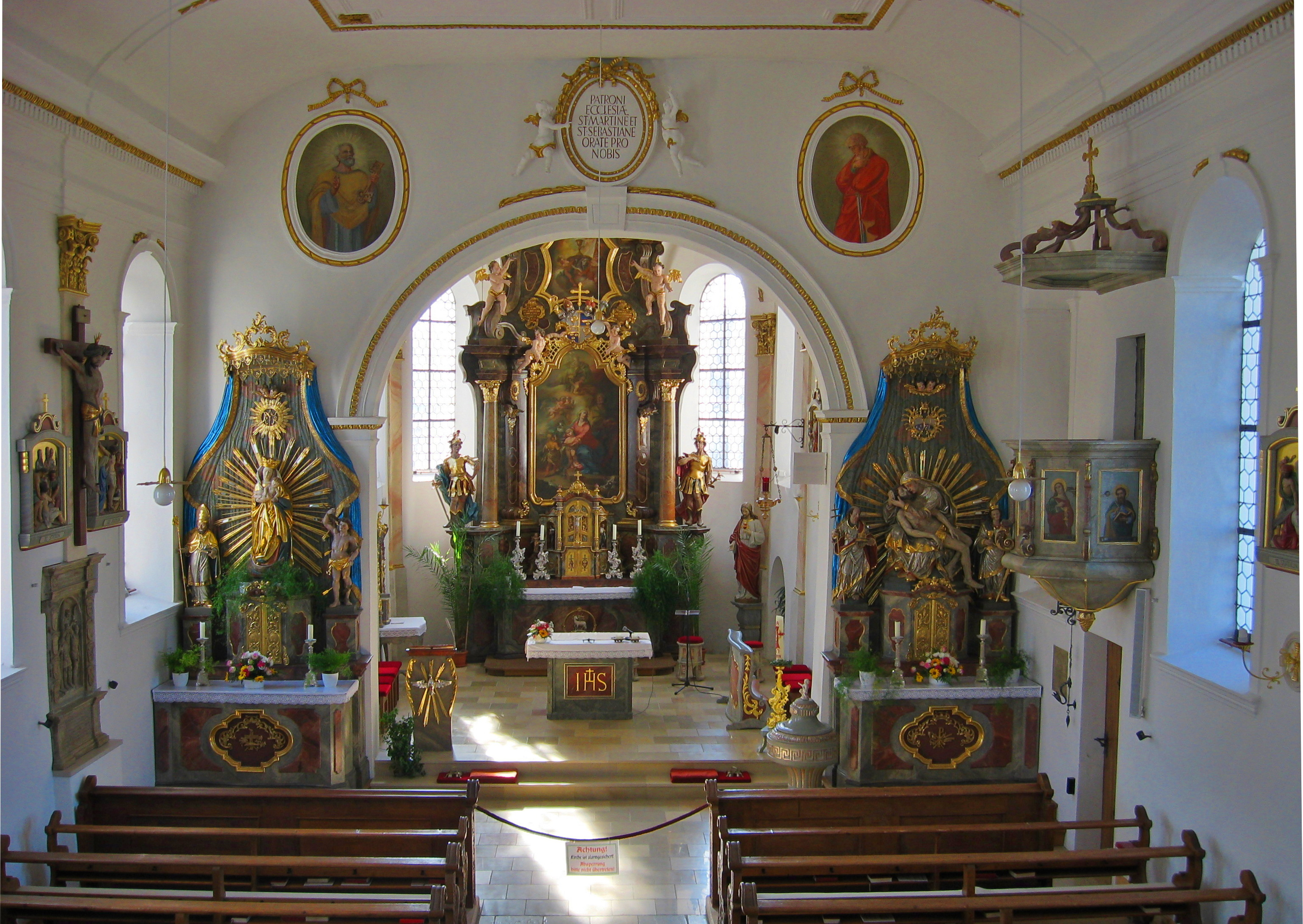
Innenansicht der Kirche

- Sennerei Lehern

Im Gemeindeteil Lehern ist eine Schaukäserei zu besichtigen. Im „Informationszentrum für Allgäuer Milchwirtschaft und Käsehandwerk“ wird ein Film über die Käseherstellung im Allgäu gezeigt. Der gesamte Betrieb kann anschließend besichtigt werden und zum Abschluss wird Käse verkostet bzw. verkauft.
- Schloss Hopferau

Das restaurierte Schloss der Familie Freyberg-Eisenberg zu Hopferau befindet sich direkt im Ort. Es ist im Jahre 1468 erbaut worden und befindet sich seit 1803 in Privatbesitz, davon 1846–1910 im Besitz der Freiherren von Ponickau. Es wird heute als Hotel und Veranstaltungshaus genutzt.

## Wirtschaft und Infrastruktur

### Wirtschaft einschließlich Land- und Forstwirtschaft
Es gab im Jahr 2021 nach der amtlichen Statistik im produzierenden Gewerbe 108 und im Bereich Handel und Verkehr 56 sozialversicherungspflichtig Beschäftigte am Arbeitsort. In sonstigen Wirtschaftsbereichen waren am Arbeitsort 53 Personen sozialversicherungspflichtig beschäftigt. Sozialversicherungspflichtig Beschäftigte am Wohnort gab es insgesamt 508. Im verarbeitenden Gewerbe (sowie Bergbau und Gewinnung von Steinen und Erden) gab es keine, im Bauhauptgewerbe fünf Betriebe. Zudem bestanden im Jahr 2020 45 landwirtschaftliche Betriebe mit einer landwirtschaftlich genutzten Fläche von 1353 ha. Alle landwirtschaftlichen Betriebe sind spezialisierte Milchviehbetriebe, die ausschließlich Dauergrünland bewirtschaften. Ackerbau – auch Maisanbau – ist aufgrund der klimatischen Gegebenheiten unwirtschaftlich. Die produzierte Milch wird in Käsereien überwiegend zu Hartkäse (Emmentaler, Bergkäse) verarbeitet.
Elf Landwirtschaftliche Betriebe sind zu einer Sennereigenossenschaft zusammengeschlossen, die im Ortsteil Lehern Käse zur Direktvermarktung herstellt. Der hier produzierte Emmentalerkäse erfüllt die Anforderungen des Allgäuer Emmentaler (g. U.).

### Verkehr
Der Bahnhof Weizern-Hopferau auf dem Gebiet der Nachbargemeinde Eisenberg liegt an der Bahnstrecke Marktoberdorf–Füssen. Es bestehen Verbindungen nach Augsburg sowie München.
Hopferau liegt am Bodensee-Königssee-Radweg, welcher in Lindau beginnt und zum Königssee bei Berchtesgaden führt. Von Sonthofen führt er über Oy-Mittelberg, Eisenberg nach Hopferau und weiter über den Ortsteil Schraden nach Füssen.

### Wasserversorgung
Die Gemeinde versorgt sich über einen 1988 errichteten Brunnen südlich des Ortsteils Osterreuten der Nachbargemeinde Eisenberg. Das Wasserschutzgebiet umfasst ca. 20 ha.

### Bildung
Es gibt folgende Einrichtungen (Stand: 2022):
- 1 Kindertageseinrichtung: 65 Plätze, 63 belegt (darunter ein Kind unter drei Jahren, acht Kinder ab sechs Jahre)

### Sport
Der TSV Seeg-Hopferau-Eisenberg ist ein Sportverein mit elf Abteilungen. Dem Eishockeyteam aus Hopferau gelang 1978 die bayerische Landesligameisterschaft und der Aufstieg in die Eishockey-Bayernliga, in der sie sich mehrere Jahre halten konnten.

## Persönlichkeiten

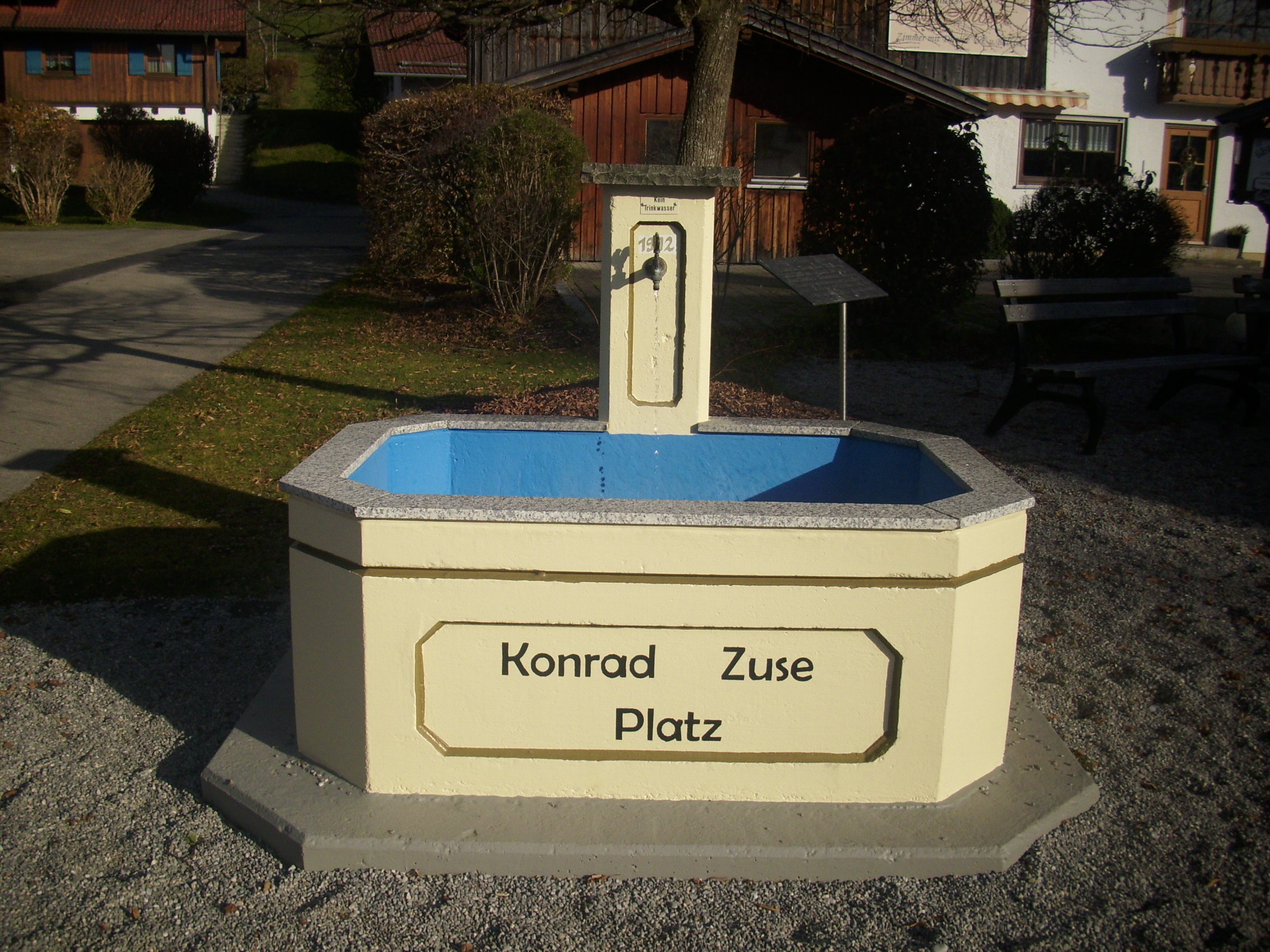
Konrad-Zuse-Brunnen in Wiedemen

- Johann Anton II. von Freyberg-Hopferau (* 1674 in Hopferau; † 1757 in Eichstätt), Bischof von Eichstätt und Fürstbischof des Hochstiftes Eichstätt.
- Konrad Zuse  (* 1910 in Deutsch-Wilmersdorf; † 1995 in Hünfeld), Ingenieur, Erfinder und Unternehmer, wohnte von 1946 bis 1949  mit seiner Familie in Wiedemen bei Hopferau. Die vollautomatische Rechenmaschine Z4 konnte er von 1946 bis 1949 in einem ehemaligen Mehllager der Bäckerei Martin in Hopferau unterstellen und zum Funktionieren bringen.